# Rampinruiter
De Rampinruiter (Frans: Cavalier Rampin) is een archaïsch marmeren ruiterstandbeeld, dat in fragmenten gevonden is op de Akropolis van Athene. Het hoofd maakt het deel uit van de collectie van het Louvre, de overige delen worden bewaard in het Akropolismuseum.

## Herkomst
Het hoofd werd in 1877 op de Akropolis gevonden en door de secretaris van de Franse ambassade in Athene, Georges Rampin, voor zijn collectie verworven. In 1896 liet hij het na aan het Louvre. In 1886 werd tijdens een opgraving van de Perserschutt (Perzenpuin) ten westen van het Erechtheion fragmenten van de torso en het paardenhoofd gevonden. Deze bevinden zich in het Akropolismuseum. 
In 1935 ontdekte Humfry Payne het verband tussen de twee vondsten. Hij toonde dit in Athene aan met behulp van een gipsafgietsel van het hoofd. Hij publiceerde zijn resultaten in 1936. 

## Voorstelling
De ruiter zit naakt op zijn paard. Hij houdt de teugels vast, waarbij zijn handen op zijn dijen rusten. De armen en benen ontbreken grotendeels. Onder de brede schouders zijn de borstspieren met een lichte welving weergegeven. Een ovale ribbenboog, die doorloopt tot aan de lies, omsluit de ondiepe buikspieren. De nauwelijks gearticuleerde rug vertoont slechts brede, U-vormige inkepingen ter aanduiding van de schouderbladen en een holte in het gebied van de wervelkolom.
Het hoofd van de ruiter leunt voorover en is een beetje naar links gedraaid. Boven de licht uitpuilende, amandelvormige ogen lopen smalle wenkbrauwranden. De rode en zwarte verf waarmee de iris en de pupillen beschilderd waren, is nog steeds zichtbaar. De mond vertoont de glimlach die kenmerkend is voor archaïsche kunst. De rood geverfde baard van de ruiter bestaat uit gelijkmatig verdeelde parelsnoeren. Het haar, dat als een pruik op de schedel is geplaatst, valt in parelsnoeren achter de oren, zonder tot aan de schouders te reiken. De parelsnoeren die over het voorhoofd hangen, eindigen in kleine, voluutachtige rozetten. Op het hoofd van de ruiter is een bladerenkrans aangebracht. De weergave van het haar verraadt het talent van de kunstenaar van de Rampinruiter.
De basis van de nek van het paard, een stuk van de manen en het voorste deel van de mond en de neusgaten zijn in fragmenten bewaard gebleven. Waarschijnlijk was het hoofd van het paard naar rechts gedraaid, met de bek licht geopend en de neusgaten wijd open.
De stijl van het beeld sluit nauw aan bij de wat oudere Moschophoros. Er is een grotere groep werken die aan de Rampinmeester of zijn omgeving worden toegeschreven. Ze ontstonden in het decennium vóór het midden van de zesde eeuw of kort daarna.  
De archaïsche beeldhouwkunst gaat vaak uit van een frontale voorstelling. De Rampinruiter wijkt in dit opzicht af, omdat hij naar links leunt terwijl het paard naar rechts kijkt. Walter-Herwig Schuchhardt opperde daarom in 1939 dat de ruiter deel uitmaakte van een anathema dat uit twee ruiterstandbeelden bestond. Hij vermoedde dat het ging om een voorstelling van Hippias en Hipparchus, de zonen van de Atheense tiran Pisistratus of van Castor en Pollux, hoewel hij dat laatste minder waarschijnlijk achtte.
Hoewel er nog meer fragmenten van beelden van paarden gevonden werden, bleef onduidelijk wie er was afgebeeld. De bladerkrans spreekt tegen de Dioscuri, terwijl de leeftijd van Hippias en Hipparchus niet overeenkomt met datering van het beeld. De krans van op het hoofd van de ruiter wijst op een overwinnaar in een hippische agon. De bladeren lijken van selderij te zijn, een eerbetoon dat tijdens de Nemeïsche Spelen werd gegeven. De Rampinruiter wordt daarom vaak geïnterpreteerd als een anathema ter gelegenheid van de overwinning van de ruiter, een individueel monument voor een vooraanstaande jongeman van aristocratische afkomst, zoals er in de archaïsche tijd veel op de Atheense Akropolis stonden.

## Afbeeldingen

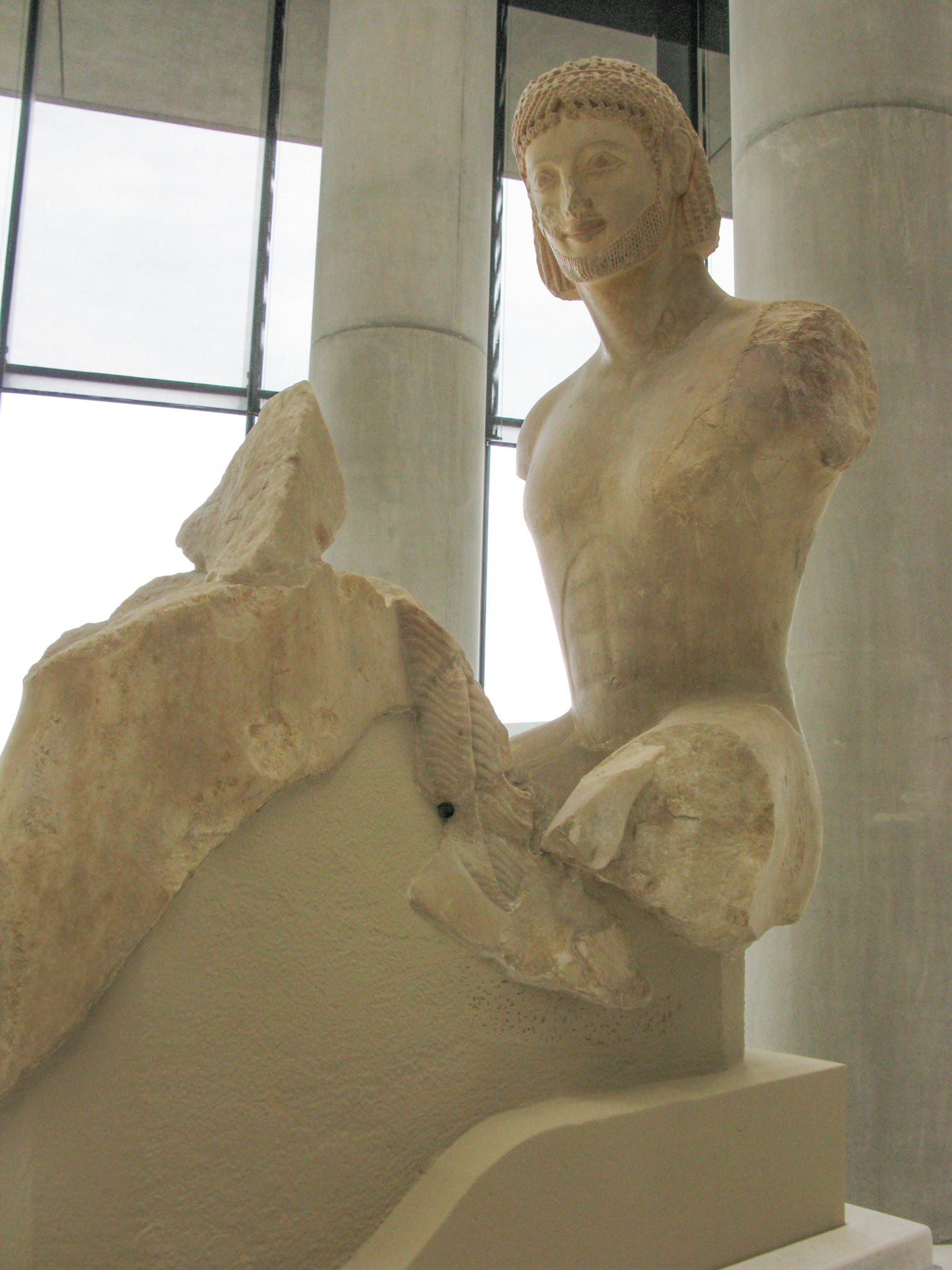
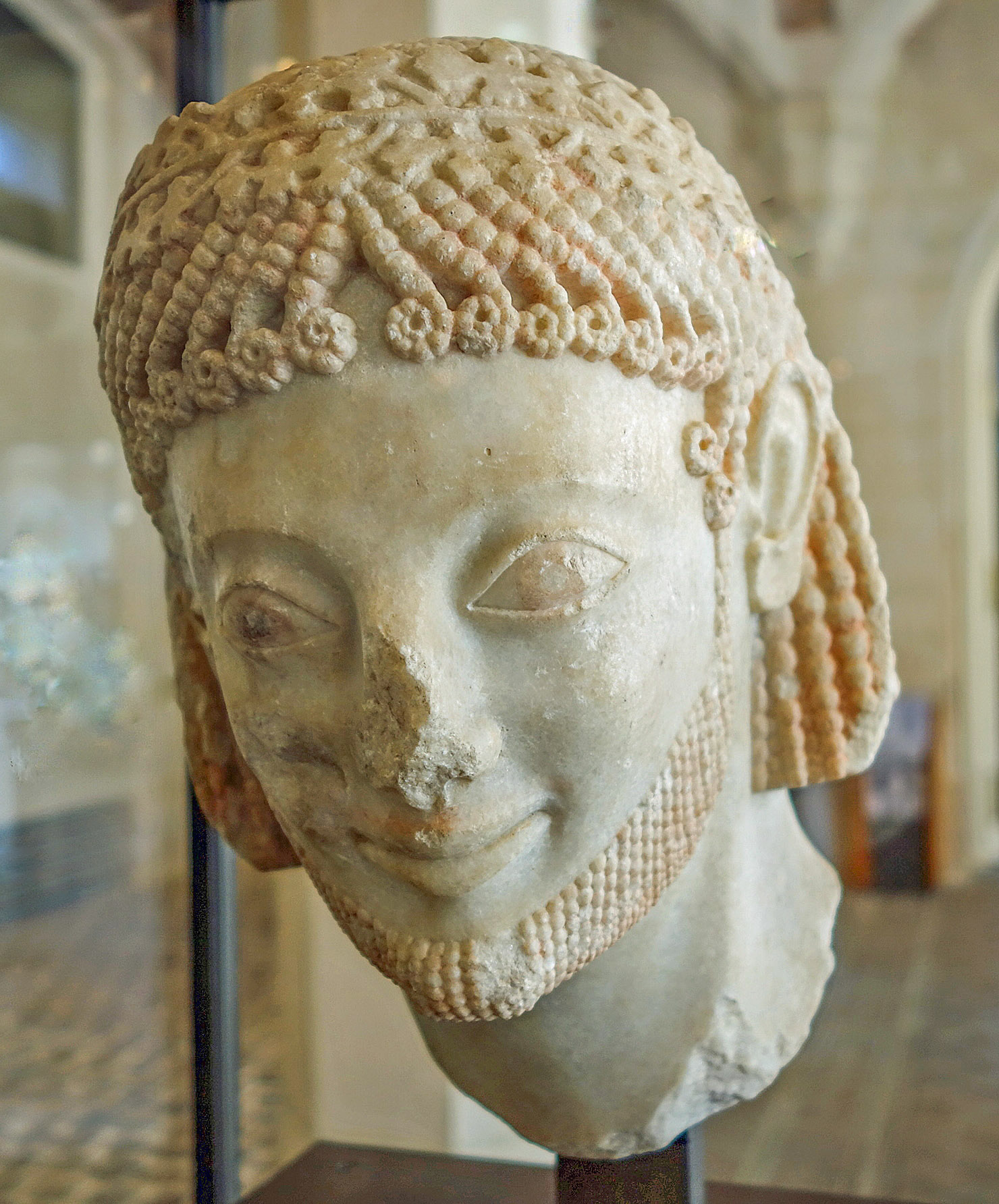
Hoofd in het Louvre
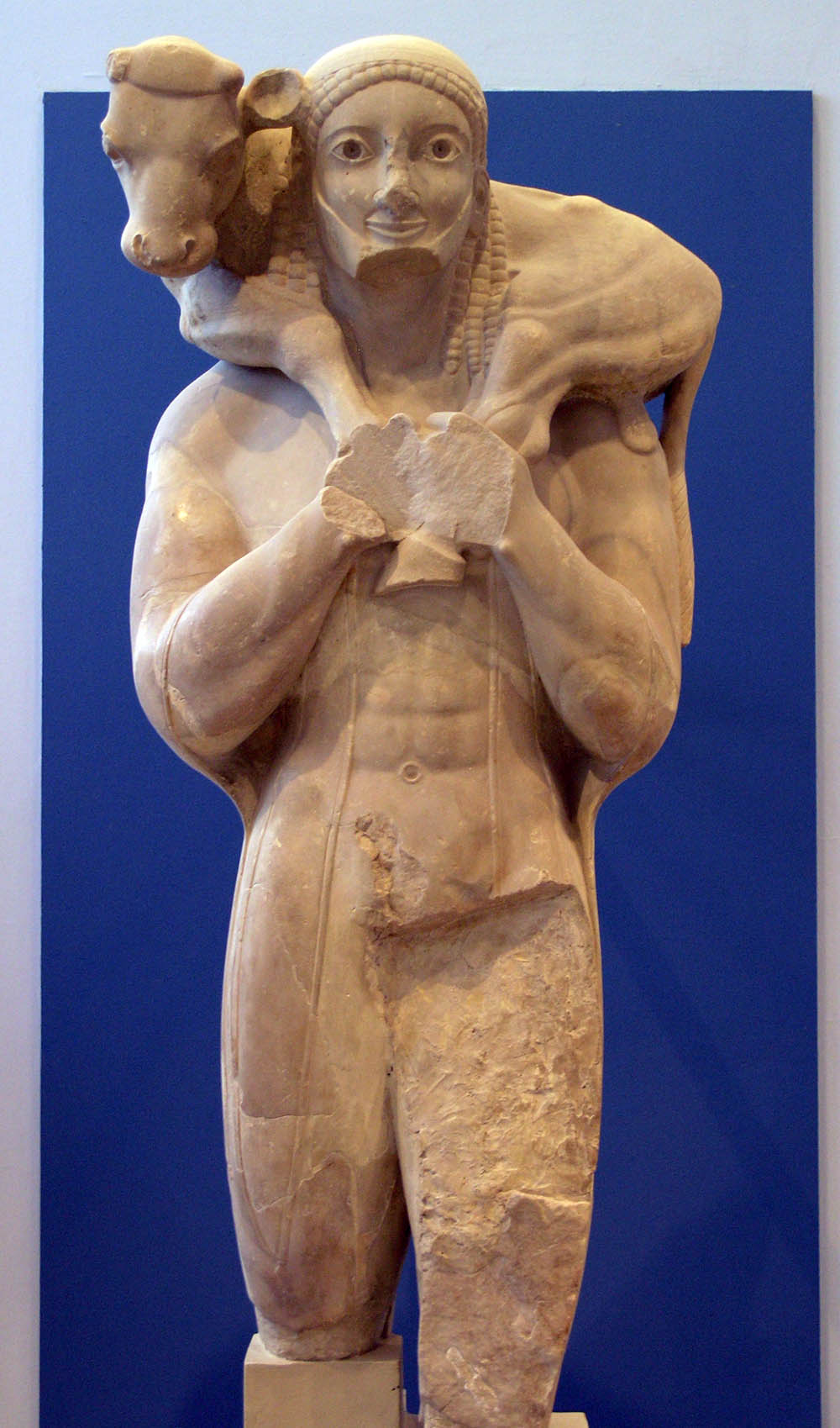
Moschophoros